# Liga Argentina de Voleibol 2014-15
La Serie A1 de vóley 2014-15, también conocida como Serie A1 y por motivos de patrocinio Liga Argentina de Voleibol Banco de la Nación Argentina Temporada 2014/2015, fue la decimonovena edición del certamen profesional de máxima división de equipos de vóley en la Argentina. Comenzó el 14 de noviembre con el encuentro disputado en el "Polideportivo  Cooperativa de Tortuguitas" entre el local y recientemente ascendido, Pilar Vóley y Boca Río Uruguay Seguros, donde ganó el visitante 3 a 0.
Respecto a la pasada temporada, en esta son diez los equipos participantes. De los once de la anterior, Sarmiento Santanta Textiles de Resistencia, Chaco y PSM Vóley de Puerto General San Martín, Santa Fe declinaron continuar en el certamen, y de los dos ascendidos, tan solo Pilar Vóley de Pilar, Provincia de Buenos Aires aceptó jugar.
Tras los doce fines de semana de competencia, los ocho mejores clasificaron a las eliminatorias, y a la final llegaron, el vigente campeón y primero de la tabla general UPCN San Juan Vóley, que además había logrado el título sudamericano, y el segundo ubicado en la tabla, Personal Bolívar, los cuales dirimieron el título al mejor de cinco encuentros. Tras ganar los dos primeros el elenco sanjuanino, y los dos restantes el equipo bonaerense, ambos se disputaron la corona en el Estadio Aldo Cantoni el 23 de abril de 2015, donde UPCN hizo las veces de local. En cuatro sets (3 a 1) el campeón defensor retuvo su corona y conquistó su quinto título a nivel global y además consecutivo.

## Equipos participantes
| Club                     | Localidad                     | Estadio                                                  | 13-14        | P  | C |
| ------------------------ | ----------------------------- | -------------------------------------------------------- | ------------ | -- | - |
| Boca Río Uruguay Seguros | Ciudad de Buenos Aires        | Microestadio Luis Conde Polideportivo de Almirante Brown | 4.°          | 9  | - |
| Ciudad Vóley             | Ciudad de Buenos Aires        | Estadio Gorki Grana                                      | 6.°          | 1  | - |
| Personal Bolívar         | Bolívar, Buenos Aires         | República de Venezuela                                   | 7.°          | 12 | 6 |
| Gigantes del Sur         | Neuquén, Neuquén              | Estadio Ruca Che                                         | 8.°          | 9  | - |
| La Unión de Formosa      | Formosa, Formosa              | Estadio Cincuentenario                                   | 5.°          | 7  | - |
| Lomas Vóley              | Lomas de Zamora, Buenos Aires | Estadio Lomas de Zamora                                  | 2.°          | 1  | - |
| Obras de San Juan        | San Juan, San Juan            | Estadio Aldo Cantoni                                     | 9.°          | 19 | - |
| UNTreF Vóley             | Tres de Febrero, Buenos Aires | CEDEM N.° 2                                              | 11.°         | 2  | - |
| UPCN Vóley               | San Juan, San Juan            | Estadio Aldo Cantoni                                     | 1.°          | 7  | 4 |
| Pilar Vóley              | Pilar, Buenos Aires           | Poli. Coop. de Tortuguitas                               | 1.° Serie A2 | -  | - |

## Modo de disputa
Fase regular
Los equipos se enfrentarán todos contra todos a dos rondas, una vez como local y una vez como visitante. Para reducir el calendario, los equipos juegan dos partidos por fin de semana, con lo cual, el mismo se reduce a 12 «weekends».
A los equipos se los ordenará en una tabla de posiciones según sus resultados y del primero al octavo inclusive accederán a la siguiente fase. Para ordenarlos en la tabla se tienen en cuenta los resultados en los partidos de la siguiente manera:
- Por partido ganado en cuatro sets se otorgan 3 puntos.
- Por partido empatado en cuatro sets se otorga 1 punto más un punto al ganador del quinto set.
- Por partido perdido no se otorgan puntos.

Play-offs
Los ocho equipos participantes se los emparejará de manera tal que los mejores equipos de la anterior fase se enfrenten a los peores.
| 1.º - 8.º 4.º - 5.º | 2.º - 7.º 3.º - 6.º |

Cada llave se juega al mejor de cinco partidos, donde los equipos ubicados del 1.° al 4.° puesto tienen ventaja de localía, jugando los dos primeros partidos como local, luego los dos segundos partidos como visitante, y de ser necesario un quinto juego, nuevamente como local, así, los mejores equipos disputan tres partidos en su estadio.
Los cuatro ganadores se emparejan nuevamente de manera tal que el mejor clasificado se enfrente al peor clasificado y los otros dos equipos se eliminen entre sí. En esta fase también existe la ventaja de localía y también se disputa al mejor de cinco partidos. Los ganadores de las llaves acceden a la final, mientras que los perdedores dejan de participar.
La final se disputa al mejor de cinco partidos entre los dos equipos que ganaron las semifinales y el ganador de la misma se proclama como campeón de la Liga A1 en esta temporada.
El campeón además clasifica al Campeonato Sudamericano de Clubes.

## Copa Máster
La Copa Máster la disputaron los cuatro mejores equipos de la temporada pasada, UPCN, Lómas Vóley, Boca Juniors y La Unión de Formosa en reemplazo de Sarmiento Santana Textiles. Se iba a disputar en el Club Gimnasia y Esgrima de Ituzaingó entre el 12 y 13 de octubre, sin embargo, por problemas en la sede se decidió reprogramar la copa para diciembre del mismo año.
Finalmente, se disputó el 21 y 22 de diciembre, en el Estadio Gorki Grana, en Morón, según se dio a conocer el 12 de diciembre. El campeón fue UPCN, que retuvo el título y además logró su cuarto lauro en la competencia.
|  | Semifinales | Semifinales              | Semifinales         |                     |                          | Final                    | Final | Final |  |
|  |             |                          |                     |                     |                          |                          |       |       |  |
|  |             |                          |                     |                     |                          |                          |       |       |  |
|  | 1           | Lomas Vóley              | 0                   |                     |                          |                          |       |       |  |
|  | 1           | Lomas Vóley              | 0                   |                     |                          |                          |       |       |  |
|  | 4           | Boca Río Uruguay Seguros | 3                   |                     |                          |                          |       |       |  |
|  | 4           | Boca Río Uruguay Seguros | 3                   |                     | Boca Río Uruguay Seguros | Boca Río Uruguay Seguros | 0     |       |  |
|  |             |                          |                     |                     | Boca Río Uruguay Seguros | Boca Río Uruguay Seguros | 0     |       |  |
|  |             |                          | UPCN San Juan Vóley | UPCN San Juan Vóley | 3                        |                          |       |       |  |
|  | 3           | UPCN San Juan Vóley      | UPCN San Juan Vóley | UPCN San Juan Vóley | 3                        | 3                        |       |       |  |
|  | 3           | UPCN San Juan Vóley      |                     |                     |                          | 3                        |       |       |  |
|  | 2           | La Unión de Formosa      | 0                   |                     |                          |                          |       |       |  |
|  | 2           | La Unión de Formosa      | 0                   |                     |                          |                          |       |       |  |
|  |             |                          |                     |                     |                          |                          |       |       |  |

Semifinales
| Fecha                  | Local         | Resul | Visitante           | Set 1 | Set 2 | Set 3 | Set 4 | Set 5 |
| ---------------------- | ------------- | ----- | ------------------- | ----- | ----- | ----- | ----- | ----- |
| 21 de diciembre, 18:00 | Lomas Vóley   | 0 — 3 | Boca Río Uruguay    | 27—29 | 21—25 | 18—25 |       |       |
| 21 de diciembre, 20:30 | UPCN San Juan | 3 — 0 | La Unión de Formosa | 25—13 | 25—18 | 25—16 |       |       |

Final
| Fecha                  | Local            | Resul | Visitante     | Set 1 | Set 2 | Set 3 | Set 4 | Set 5 |
| ---------------------- | ---------------- | ----- | ------------- | ----- | ----- | ----- | ----- | ----- |
| 22 de diciembre, 21:00 | Boca Río Uruguay | 0 — 3 | UPCN San Juan | 19—25 | 19—25 | 22—25 |       |       |

## Copa ACLAV
La Copa ACLAV de esta temporada se disputó a partir del 18 de octubre y se jugó la fase regular en tres «weekends». Luego se jugaron los play-offs, esta vez con cuatro equipos en la segunda fase, en lugar de los seis que se acostumbraba. El campeón fue Personal Bolívar, que derrotó en la final a UPCN San Juan Vóley en cinco sets y obtuvo su quinto título.

## Fase regular
| Pos. | Equipo              | Partidos | Partidos | Partidos | Sets | Sets | Tantos | Tantos | Pts |
| Pos. | Equipo              | PJ       | PG       | PP       | SG   | SP   | TG     | TP     | Pts |
| ---- | ------------------- | -------- | -------- | -------- | ---- | ---- | ------ | ------ | --- |
| 1.º  | UPCN San Juan       | 18       | 15       | 3        | 50   | 19   | 1617   | 1439   | 45  |
| 2.º  | Personal Bolívar    | 18       | 13       | 5        | 46   | 18   | 1545   | 1351   | 42  |
| 3.º  | Boca Río Uruguay    | 18       | 15       | 3        | 49   | 24   | 1688   | 1526   | 41  |
| 4.º  | Lomas Vóley         | 18       | 13       | 5        | 49   | 24   | 1515   | 1377   | 39  |
| 5.º  | Ciudad Vóley        | 18       | 12       | 6        | 41   | 30   | 1618   | 1556   | 34  |
| 6.º  | Gigantes del Sur    | 18       | 8        | 10       | 32   | 39   | 1572   | 1630   | 22  |
| 7.º  | UNTreF Vóley        | 18       | 6        | 12       | 27   | 41   | 1477   | 1556   | 19  |
| 8.º  | La Unión de Formosa | 18       | 4        | 14       | 22   | 44   | 1410   | 1543   | 13  |
| 9.º  | Pilar Vóley         | 18       | 2        | 16       | 18   | 48   | 1345   | 1542   | 11  |
| 10.º | Obras de San Juan   | 18       | 2        | 16       | 8    | 52   | 1207   | 1474   | 4   |

|  |                                  |
|  | Clasificados a cuartos de final. |

### Resultados
| Weekend 1       | Weekend 1        | Weekend 1 | Weekend 1        | Weekend 1            | Weekend 1 | Weekend 1 | Weekend 1 | Weekend 1 | Weekend 1 |
| Fecha           | Local            | Resul     | Visitante        | Estadio              | Set 1     | Set 2     | Set 3     | Set 4     | Set 5     |
| Fecha 1         | Fecha 1          | Fecha 1   | Fecha 1          | Fecha 1              | Fecha 1   | Fecha 1   | Fecha 1   | Fecha 1   | Fecha 1   |
| --------------- | ---------------- | --------- | ---------------- | -------------------- | --------- | --------- | --------- | --------- | --------- |
| 14 de noviembre | Pilar Vóley      | 0 - 3     | Boca Río Uruguay | Poli. de Tortuguitas | 18-25     | 26-28     | 16-25     |           |           |
| 15 de noviembre | UnTreF           | 1 - 3     | UPCN San Juan    | CEDEM N.° 2          | 17-25     | 25-19     | 19-25     | 17-25     |           |
| 15 de noviembre | Lomas Vóley      | 3 - 0     | Obras (SJ)       | Estadio Lomas        | 25-17     | 25-19     | 25-20     |           |           |
| 15 de noviembre | Personal Bolívar | 3 - 0     | Ciudad Vóley     | Rep. de Venezuela    | 25-20     | 25-17     | 25-18     |           |           |
| Fecha 2         |                  |           |                  |                      |           |           |           |           |           |
| 16 de noviembre | La Unión (F)     | 2 - 3     | Gigantes del Sur | Cincuentenario       | 25-21     | 25-23     | 26-28     | 27-29     | 11-15     |
| 17 de noviembre | UnTreF           | 2 - 3     | Obras (SJ)       | CEDEM N.° 2          | 20-25     | 15-25     | 25-15     | 29-27     | 13-15     |
| 17 de noviembre | Personal Bolívar | 2 - 3     | Boca Río Uruguay | Rep. de Venezuela    | 27-25     | 20-25     | 25-14     | 23-25     | 12-15     |
| 17 de noviembre | Pilar Vóley      | 2 - 3     | Ciudad Vóley     | Poli. de Tortuguitas | 25-23     | 18-25     | 26-24     | 20-25     | 15-17     |
| 17 de noviembre | Lomas Vóley      | 3 - 2     | UPCN San Juan    | Estadio Lomas        | 25-21     | 23-25     | 20-25     | 25-23     | 15-10     |

| Weekend 2       | Weekend 2     | Weekend 2 | Weekend 2        | Weekend 2      | Weekend 2 | Weekend 2 | Weekend 2 | Weekend 2 | Weekend 2 |
| Fecha           | Local         | Resul     | Visitante        | Estadio        | Set 1     | Set 2     | Set 3     | Set 4     | Set 5     |
| Fecha 3         | Fecha 3       | Fecha 3   | Fecha 3          | Fecha 3        | Fecha 3   | Fecha 3   | Fecha 3   | Fecha 3   | Fecha 3   |
| --------------- | ------------- | --------- | ---------------- | -------------- | --------- | --------- | --------- | --------- | --------- |
| 20 de noviembre | Obras (SJ)    | 0 - 3     | Ciudad Vóley     | Aldo Cantoni   | 22-25     | 18-25     | 21-25     |           |           |
| 20 de noviembre | Lomas Vóley   | 3 - 0     | Gigantes del Sur | Estadio Lomas  | 25-21     | 25-22     | 25-22     |           |           |
| 20 de noviembre | UPCN San Juan | 2 - 3     | Boca Río Uruguay | Aldo Cantoni   | 19-25     | 25-14     | 25-21     | 22-25     | 9-15      |
| 24 de noviembre | La Unión (F)  | 0 - 3     | Personal Bolívar | Cincuentenario | 20-25     | 34-36     | 20-25     |           |           |
| Fecha 4         |               |           |                  |                |           |           |           |           |           |
| 22 de noviembre | Obras (SJ)    | 0 - 3     | Boca Río Uruguay | Aldo Cantoni   | 18-25     | 20-25     | 18-25     |           |           |
| 22 de noviembre | UnTreF        | 3 - 1     | Gigantes del Sur | CEDEM N.° 2    | 25-17     | 25-19     | 17-25     | 27-25     |           |
| 22 de noviembre | La Unión (F)  | 3 - 2     | Pilar Vóley      | Cincuentenario | 25-21     | 20-25     | 25-22     | 23-25     | 15-10     |
| 22 de noviembre | UPCN San Juan | 3 - 0     | Ciudad Vóley     | Aldo Cantoni   | 25-23     | 25-21     | 25-22     |           |           |

| Weekend 3       | Weekend 3        | Weekend 3 | Weekend 3     | Weekend 3            | Weekend 3 | Weekend 3 | Weekend 3 | Weekend 3 | Weekend 3 |
| Fecha           | Local            | Resul     | Visitante     | Estadio              | Set 1     | Set 2     | Set 3     | Set 4     | Set 5     |
| Fecha 5         | Fecha 5          | Fecha 5   | Fecha 5       | Fecha 5              | Fecha 5   | Fecha 5   | Fecha 5   | Fecha 5   | Fecha 5   |
| --------------- | ---------------- | --------- | ------------- | -------------------- | --------- | --------- | --------- | --------- | --------- |
| 27 de noviembre | Boca Río Uruguay | 3 - 0     | La Unión (F)  | Luis Conde           | 25-23     | 25-20     | 25-20     |           |           |
| 27 de noviembre | Personal Bolívar | 3 - 0     | Lomas Vóley   | Rep. de Venezuela    | 25-21     | 25-21     | 25-22     |           |           |
| 27 de noviembre | Gigantes del Sur | 1 - 3     | UPCN San Juan | Ruca Che             | 25-22     | 16-25     | 20-25     | 23-25     |           |
| 1 de diciembre  | Pilar Vóley      | 2 - 3     | UnTreF        | Poli. de Tortuguitas | 23-25     | 25-19     | 24-26     | 25-17     | 7-15      |
| Fecha 6         |                  |           |               |                      |           |           |           |           |           |
| 29 de noviembre | Ciudad Vóley     | 3 - 1     | La Unión (F)  | Gorki Grana          | 25-20     | 25-15     | 15-25     | 25-19     |           |
| 29 de noviembre | Personal Bolívar | 3 - 0     | UnTreF        | Rep. de Venezuela    | 25-21     | 25-20     | 25-23     |           |           |
| 29 de noviembre | Pilar Vóley      | 0 - 3     | Lomas Vóley   | Poli. de Tortuguitas | 16-25     | 19-25     | 18-25     |           |           |
| 29 de noviembre | Gigantes del Sur | 3 - 0     | Obras (SJ)    | Ruca Che             | 25-21     | 25-21     | 25-20     |           |           |

| Weekend 4      | Weekend 4        | Weekend 4 | Weekend 4        | Weekend 4     | Weekend 4 | Weekend 4 | Weekend 4 | Weekend 4 | Weekend 4 |
| Fecha          | Local            | Resul     | Visitante        | Estadio       | Set 1     | Set 2     | Set 3     | Set 4     | Set 5     |
| Fecha 7        | Fecha 7          | Fecha 7   | Fecha 7          | Fecha 7       | Fecha 7   | Fecha 7   | Fecha 7   | Fecha 7   | Fecha 7   |
| -------------- | ---------------- | --------- | ---------------- | ------------- | --------- | --------- | --------- | --------- | --------- |
| 4 de diciembre | Lomas Vóley      | 3 - 1     | Boca Río Uruguay | Estadio Lomas | 26-24     | 21-25     | 25-20     | 25-23     |           |
| 4 de diciembre | UnTreF           | 3 - 1     | Ciudad Vóley     | CEDEM N.° 2   | 22-25     | 25-21     | 25-20     | 25-21     |           |
| 4 de diciembre | Gigantes del Sur | 0 - 3     | Personal Bolívar | Ruca Che      | 19-25     | 30-32     | 17-25     |           |           |
| 4 de diciembre | UPCN San Juan    | 3 - 1     | La Unión (F)     | Aldo Cantoni  | 25-21     | 15-25     | 25-20     | 25-15     |           |
| Fecha 8        |                  |           |                  |               |           |           |           |           |           |
| 6 de diciembre | Lomas Vóley      | 1 - 3     | Ciudad Vóley     | Estadio Lomas | 19-25     | 16-25     | 25-17     | 20-25     |           |
| 6 de diciembre | Obras (SJ)       | 0 - 3     | La Unión (F)     | Aldo Cantoni  | 20-25     | 17-25     | 21-25     |           |           |
| 6 de diciembre | UnTreF           | 1 - 3     | Boca Río Uruguay | CEDEM N.° 2   | 22-25     | 25-21     | 20-25     | 16-25     |           |
| 8 de diciembre | Gigantes del Sur | 3 - 0     | Pilar Vóley      | Ruca Che      | 26-24     | 25-17     | 25-23     |           |           |

| Weekend 5       | Weekend 5        | Weekend 5 | Weekend 5        | Weekend 5            | Weekend 5 | Weekend 5 | Weekend 5 | Weekend 5 | Weekend 5 |
| Fecha           | Local            | Resul     | Visitante        | Estadio              | Set 1     | Set 2     | Set 3     | Set 4     | Set 5     |
| Fecha 9         | Fecha 9          | Fecha 9   | Fecha 9          | Fecha 9              | Fecha 9   | Fecha 9   | Fecha 9   | Fecha 9   | Fecha 9   |
| --------------- | ---------------- | --------- | ---------------- | -------------------- | --------- | --------- | --------- | --------- | --------- |
| 11 de diciembre | Pilar Vóley      | 3 - 0     | Obras (SJ)       | Poli. de Tortuguitas | 25-20     | 31-29     | 25-23     |           |           |
| 11 de diciembre | Boca Río Uruguay | 3 - 2     | Gigantes del Sur | Luis Conde           | 25-18     | 23-25     | 25-20     | 22-25     | 17-15     |
| 11 de diciembre | La Unión (F)     | 1 - 3     | Lomas Vóley      | Cincuentenario       | 14-25     | 14-25     | 27-25     | 18-25     |           |
| 15 de diciembre | Personal Bolívar | 3 - 1     | UPCN San Juan    | Rep. de Venezuela    | 21-25     | 25-21     | 25-19     | 25-16     |           |
| Fecha 10        |                  |           |                  |                      |           |           |           |           |           |
| 13 de diciembre | Personal Bolívar | 3 - 0     | Obras (SJ)       | Rep. de Venezuela    | 25-17     | 25-21     | 25-20     |           |           |
| 13 de diciembre | Pilar Vóley      | 0 - 3     | UPCN San Juan    | Poli. de Tortuguitas | 15-25     | 13-25     | 23-25     |           |           |
| 13 de diciembre | Ciudad Vóley     | 3 - 0     | Gigantes del Sur | Gorki Grana          | 25-21     | 25-22     | 25-19     |           |           |
| 13 de diciembre | La Unión (F)     | 0 - 3     | UnTreF           | Cincuentenario       | 22-25     | 22-25     | 20-25     |           |           |

| Weekend 6       | Weekend 6        | Weekend 6 | Weekend 6    | Weekend 6         | Weekend 6 | Weekend 6 | Weekend 6 | Weekend 6 | Weekend 6 |
| Fecha           | Local            | Resul     | Visitante    | Estadio           | Set 1     | Set 2     | Set 3     | Set 4     | Set 5     |
| Fecha 11        | Fecha 11         | Fecha 11  | Fecha 11     | Fecha 11          | Fecha 11  | Fecha 11  | Fecha 11  | Fecha 11  | Fecha 11  |
| --------------- | ---------------- | --------- | ------------ | ----------------- | --------- | --------- | --------- | --------- | --------- |
| 18 de diciembre | UPCN San Juan    | 3 - 1     | Obras (SJ)   | Aldo Cantoni      | 25-18     | 24-26     | 25-22     | 25-19     |           |
| 18 de diciembre | Personal Bolívar | 3 - 1     | Pilar Vóley  | Rep. de Venezuela | 27-25     | 25-13     | 21-25     | 25-17     |           |
| 18 de diciembre | Lomas Vóley      | 3 - 0     | UnTreF       | Estadio Lomas     | 26-24     | 25-16     | 25-20     |           |           |
| 18 de diciembre | Boca Río Uruguay | 3 - 1     | Ciudad Vóley | Luis Conde        | 25-14     | 25-23     | 21-25     | 25-16     |           |

| Weekend 7       | Weekend 7    | Weekend 7 | Weekend 7        | Weekend 7            | Weekend 7 | Weekend 7 | Weekend 7 | Weekend 7 | Weekend 7 |
| Fecha           | Local        | Resul     | Visitante        | Estadio              | Set 1     | Set 2     | Set 3     | Set 4     | Set 5     |
| Fecha 12        | Fecha 12     | Fecha 12  | Fecha 12         | Fecha 12             | Fecha 12  | Fecha 12  | Fecha 12  | Fecha 12  | Fecha 12  |
| --------------- | ------------ | --------- | ---------------- | -------------------- | --------- | --------- | --------- | --------- | --------- |
| 20 de diciembre | Pilar Vóley  | 0 - 3     | Personal Bolívar | Poli. de Tortuguitas | 17-25     | 26-28     | 16-25     |           |           |
| 30 de enero     | Obras (SJ)   | 0 - 3     | UPCN San Juan    | Aldo Cantoni         | 25-27     | 18-25     | 15-25     |           |           |
| 26 de febrero   | UnTreF       | 1 - 3     | Lomas Vóley      | CEDEM N.° 2          | 20-25     | 19-25     | 25-17     | 19-25     |           |
| 12 de febrero   | Ciudad Vóley | 3 - 1     | Boca Río Uruguay | Gorki Grana          | 25-17     | 17-25     | 26-24     | 25-22     |           |

| Weekend 8   | Weekend 8        | Weekend 8 | Weekend 8        | Weekend 8            | Weekend 8 | Weekend 8 | Weekend 8 | Weekend 8 | Weekend 8 |
| Fecha       | Local            | Resul     | Visitante        | Estadio              | Set 1     | Set 2     | Set 3     | Set 4     | Set 5     |
| Fecha 13    | Fecha 13         | Fecha 13  | Fecha 13         | Fecha 13             | Fecha 13  | Fecha 13  | Fecha 13  | Fecha 13  | Fecha 13  |
| ----------- | ---------------- | --------- | ---------------- | -------------------- | --------- | --------- | --------- | --------- | --------- |
| 15 de enero | UPCN San Juan    | 3 - 2     | Lomas Vóley      | Aldo Cantoni         | 25-27     | 25-21     | 23-25     | 25-18     | 16-14     |
| 15 de enero | Obras (SJ)       | 0 - 3     | UnTreF           | Aldo Cantoni         | 23-25     | 16-25     | 16-25     |           |           |
| 17 de enero | Gigantes del Sur | 3 - 2     | La Unión (F)     | Ruca Che             | 19-25     | 25-17     | 27-25     | 23-25     | 15-12     |
| 18 de enero | Boca Río Uruguay | 3 - 2     | Personal Bolívar | Poli. de Alte. Brown | 26-24     | 21-25     | 25-27     | 26-24     | 15-12     |
| 19 de enero | Ciudad Vóley     | 3 - 1     | Pilar Vóley      | Gorki Grana          | 25-16     | 23-25     | 25-21     | 25-19     |           |
| Fecha 14    |                  |           |                  |                      |           |           |           |           |           |
| 17 de enero | UPCN San Juan    | 3 - 0     | UnTreF           | Aldo Cantoni         | 25-12     | 28-26     | 28-26     |           |           |
| 17 de enero | Obras (SJ)       | 0 - 3     | Lomas Vóley      | Aldo Cantoni         | 16-25     | 18-25     | 16-25     |           |           |
| 17 de enero | Boca Río Uruguay | 3 - 0     | Pilar Vóley      | Poli. de Alte. Brown | 25-19     | 25-19     | 25-20     |           |           |
| 17 de enero | Ciudad Vóley     | 3 - 2     | Personal Bolívar | Gorki Grana          | 16-25     | 23-25     | 25-21     | 25-22     | 15-7      |

| Weekend 9   | Weekend 9        | Weekend 9 | Weekend 9     | Weekend 9            | Weekend 9 | Weekend 9 | Weekend 9 | Weekend 9 | Weekend 9 |
| Fecha       | Local            | Resul     | Visitante     | Estadio              | Set 1     | Set 2     | Set 3     | Set 4     | Set 5     |
| Fecha 15    | Fecha 15         | Fecha 15  | Fecha 15      | Fecha 15             | Fecha 15  | Fecha 15  | Fecha 15  | Fecha 15  | Fecha 15  |
| ----------- | ---------------- | --------- | ------------- | -------------------- | --------- | --------- | --------- | --------- | --------- |
| 22 de enero | Personal Bolívar | 3 - 1     | La Unión (F)  | Rep. de Venezuela    | 25-27     | 25-19     | 25-16     | 25-17     |           |
| 22 de enero | Boca Río Uruguay | 2 - 3     | UPCN San Juan | Poli. de Alte. Brown | 20-25     | 13-25     | 25-23     | 25-20     | 13-15     |
| 22 de enero | Ciudad Vóley     | 3 - 1     | Obras (SJ)    | Gorki Grana          | 25-20     | 34-36     | 25-20     | 25-22     |           |
| 26 de enero | Gigantes del Sur | 0 - 3     | Lomas Vóley   | Ruca Che             | 21-25     | 25-27     | 15-25     |           |           |
| Fecha 16    |                  |           |               |                      |           |           |           |           |           |
| 24 de enero | Pilar Vóley      | 0 - 3     | La Unión (F)  | Poli. de Tortuguitas | 20-25     | 22-25     | 18-25     |           |           |
| 24 de enero | Boca Río Uruguay | 3 - 0     | Obras (SJ)    | Poli. de Alte. Brown | 25-20     | 25-22     | 25-18     |           |           |
| 24 de enero | Ciudad Vóley     | 1 - 3     | UPCN San Juan | Gorki Grana          | 22-25     | 25-14     | 30-32     | 18-25     |           |
| 25 de enero | Gigantes del Sur | 3 - 2     | UnTreF        | Ruca Che             | 25-23     | 19-25     | 25-23     | 23-25     | 15-13     |

| Weekend 10   | Weekend 10    | Weekend 10 | Weekend 10       | Weekend 10     | Weekend 10 | Weekend 10 | Weekend 10 | Weekend 10 | Weekend 10 |
| Fecha        | Local         | Resul      | Visitante        | Estadio        | Set 1      | Set 2      | Set 3      | Set 4      | Set 5      |
| Fecha 17     | Fecha 17      | Fecha 17   | Fecha 17         | Fecha 17       | Fecha 17   | Fecha 17   | Fecha 17   | Fecha 17   | Fecha 17   |
| ------------ | ------------- | ---------- | ---------------- | -------------- | ---------- | ---------- | ---------- | ---------- | ---------- |
| 29 de enero  | UPCN San Juan | 3 - 1      | Gigantes del Sur | Aldo Cantoni   | 22-25      | 27-25      | 25-18      | 25-18      |            |
| 29 de enero  | UnTreF        | 0 - 3      | Pilar Vóley      | CEDEM N.° 2    | 20-25      | 21-25      | 16-25      |            |            |
| 29 de enero  | La Unión (F)  | 1 - 3      | Boca Río Uruguay | Cincuentenario | 31-29      | 19-25      | 21-25      | 16-25      |            |
| 2 de febrero | Lomas Vóley   | 0 - 3      | Personal Bolívar | Estadio Lomas  | 18-25      | 18-25      | 18-25      |            |            |
| Fecha 18     |               |            |                  |                |            |            |            |            |            |
| 31 de enero  | Obras (SJ)    | 0 - 3      | Gigantes del Sur | Aldo Cantoni   | 22-25      | 19-25      | 19-25      |            |            |
| 31 de enero  | Lomas Vóley   | 3 - 0      | Pilar Vóley      | Estadio Lomas  | 25-18      | 25-17      | 25-22      |            |            |
| 31 de enero  | UnTreF        | 0 - 3      | Personal Bolívar | CEDEM N.° 2    | 19-25      | 26-28      | 21-25      |            |            |
| 31 de enero  | La Unión (F)  | 0 - 3      | Ciudad Vóley     | Cincuentenario | 19-25      | 19-25      | 11-25      |            |            |

| Weekend 11    | Weekend 11       | Weekend 11 | Weekend 11       | Weekend 11           | Weekend 11 | Weekend 11 | Weekend 11 | Weekend 11 | Weekend 11 |
| Fecha         | Local            | Resul      | Visitante        | Estadio              | Set 1      | Set 2      | Set 3      | Set 4      | Set 5      |
| Fecha 19      | Fecha 19         | Fecha 19   | Fecha 19         | Fecha 19             | Fecha 19   | Fecha 19   | Fecha 19   | Fecha 19   | Fecha 19   |
| ------------- | ---------------- | ---------- | ---------------- | -------------------- | ---------- | ---------- | ---------- | ---------- | ---------- |
| 5 de febrero  | Personal Bolívar | 1 - 3      | Gigantes del Sur | Rep. de Venezuela    | 21-25      | 30-28      | 21-25      | 21-25      |            |
| 5 de febrero  | Ciudad Vóley     | 3 - 1      | UnTreF           | Gorki Grana          | 29-31      | 25-22      | 25-22      | 25-21      |            |
| 7 de febrero  | Boca Río Uruguay | 3 - 2      | Lomas Vóley      | Poli. de Alte. Brown | 23-25      | 25-22      | 23-25      | 25-21      | 17-15      |
| 21 de febrero | La Unión (F)     | 0 - 3      | UPCN San Juan    | Cincuentenario       | 21-25      | 23-25      | 21-25      |            |            |
| Fecha 20      |                  |            |                  |                      |            |            |            |            |            |
| 7 de febrero  | Pilar Vóley      | 2 - 3      | Gigantes del Sur | Poli. de Tortuguitas | 24-26      | 25-23      | 25-21      | 20-25      | 8-15       |
| 9 de febrero  | La Unión (F)     | 3 - 0      | Obras (SJ)       | Cincuentenario       | 25-21      | 25-20      | 25-19      |            |            |
| 19 de febrero | Boca Río Uruguay | 3 - 1      | UnTreF           | Poli. de Alte. Brown | 24-26      | 25-20      | 25-18      | 25-16      |            |
| 21 de febrero | Ciudad Vóley     | 2 - 3      | Lomas Vóley      | Gorki Grana          | 20-25      | 25-19      | 25-20      | 14-25      | 10-15      |

| Weekend 12    | Weekend 12       | Weekend 12 | Weekend 12       | Weekend 12    | Weekend 12 | Weekend 12 | Weekend 12 | Weekend 12 | Weekend 12 |
| Fecha         | Local            | Resul      | Visitante        | Estadio       | Set 1      | Set 2      | Set 3      | Set 4      | Set 5      |
| Fecha 21      | Fecha 21         | Fecha 21   | Fecha 21         | Fecha 21      | Fecha 21   | Fecha 21   | Fecha 21   | Fecha 21   | Fecha 21   |
| ------------- | ---------------- | ---------- | ---------------- | ------------- | ---------- | ---------- | ---------- | ---------- | ---------- |
| 28 de febrero | UPCN San Juan    | 3 - 0      | Pilar Vóley      | Aldo Cantoni  | 25-17      | 25-20      | 25-19      |            |            |
| 28 de febrero | Obras (SJ)       | 0 - 3      | Personal Bolívar | Aldo Cantoni  | 17-25      | 13-25      | 20-25      |            |            |
| 28 de febrero | UnTreF           | 3 - 1      | La Unión (F)     | CEDEM N.° 2   | 17-25      | 25-17      | 25-23      | 25-20      |            |
| 28 de febrero | Gigantes del Sur | 2 - 3      | Ciudad Vóley     | Ruca Che      | 24-26      | 28-26      | 25-27      | 25-20      | 13-15      |
| Fecha 22      |                  |            |                  |               |            |            |            |            |            |
| 2 de marzo    | UPCN San Juan    | 3 - 0      | Personal Bolívar | Aldo Cantoni  | 27-25      | 25-18      | 25-22      |            |            |
| 2 de marzo    | Obras (SJ)       | 3 - 2      | Pilar Vóley      | Aldo Cantoni  | 16-25      | 25-20      | 19-25      | 26-24      | 15-12      |
| 2 de marzo    | Lomas Vóley      | 3 - 0      | La Unión (F)     | Estadio Lomas | 25-22      | 25-18      | 25-20      |            |            |
| 2 de marzo    | Gigantes del Sur | 1 - 3      | Boca Río Uruguay | Ruca Che      | 25-21      | 15-25      | 15-25      | 18-25      |            |

### Clasificatorio Sudamericano
Este "petit torneo" tiene como finalidad clasificar un equipo al Campeonato Sudamericano de Clubes a disputarse en el Estadio Aldo Cantoni, en San Juan. Se disputó los días 10 y 11 de enero en el Estadio República de Venezuela, en San Carlos de Bolívar, ya que de los clasificados al torneo, Personal Bolívar es el de mejor récord. Clasificaron al mismo los cuatro mejores equipos ubicados al cabo de la primera rueda de partidos. De la tabla hay que excluir a UPCN San Juan que clasificó a la competencia internacional como campeón argentino.
Lomas Vóley logró el pase a la competencia internacional al vencer en la final al elenco local luego de ir perdiendo los primeros dos sets.
| Pos. | Equipo           | Partidos | Partidos | Partidos | Pts |
| Pos. | Equipo           | PJ       | PG       | PP       | Pts |
| ---- | ---------------- | -------- | -------- | -------- | --- |
| 1.º  | Personal Bolívar | 9        | 8        | 1        | 25  |
| 2.º  | Boca Río Uruguay | 9        | 8        | 1        | 21  |
| 3.º  | Lomas Vóley      | 9        | 7        | 2        | 20  |
| 4.º  | UPCN San Juan    | 9        | 6        | 3        | 20  |
| 5.º  | Ciudad Vóley     | 9        | 5        | 4        | 14  |
| 6.º  | UNTreF Vóley     | 9        | 4        | 5        | 12  |

|  | Semifinales      | Semifinales      |   |                  | Final        | Final       |  |
|  | 10 de enero      | 10 de enero      |   |                  | 11 de enero  | 11 de enero |  |
|  |                  |                  |   |                  |              |             |  |
|  |                  |                  |   |                  |              |             |  |
|  | Boca Río Uruguay | 2                |   |                  |              |             |  |
|  | Lomas Vóley      | 3                |   |                  |              |             |  |
|  |                  |                  |   |                  |              |             |  |
|  |                  |                  |   |                  |              |             |  |
|  |                  |                  |   |                  | Lomas Vóley  | 3           |  |
|  |                  | Personal Bolívar | 2 |                  |              |             |  |
|  |                  |                  |   |                  |              |             |  |
|  |                  |                  |   |                  |              |             |  |
|  |                  |                  |   |                  | Tercer lugar |             |  |
|  |                  |                  |   |                  |              |             |  |
|  | Personal Bolívar | 3                |   | Boca Río Uruguay | 3            |             |  |
|  | Ciudad Vóley     | 0                |   |                  | Ciudad Vóley | 0           |  |

Semifinales
| Fecha              | Local            | Resul | Visitante    | Set 1 | Set 2 | Set 3 | Set 4 | Set 5 |
| ------------------ | ---------------- | ----- | ------------ | ----- | ----- | ----- | ----- | ----- |
| 10 de enero, 18:00 | Boca Río Uruguay | 2 — 3 | Lomas Vóley  | 25—17 | 25—17 | 21—25 | 22—25 | 9—15  |
| 10 de enero, 21:00 | Personal Bolívar | 3 — 0 | Ciudad Vóley | 25—20 | 25—20 | 28—26 |       |       |

Tercer Puesto
| Fecha              | Local        | Resul | Visitante    | Set 1 | Set 2 | Set 3 | Set 4 | Set 5 |
| ------------------ | ------------ | ----- | ------------ | ----- | ----- | ----- | ----- | ----- |
| 11 de enero, 18:00 | Boca Juniors | 3 — 0 | Ciudad Vóley | 25—8  | 25—23 | 27—25 |       |       |

Final
| Fecha              | Local            | Resul | Visitante   | Set 1 | Set 2 | Set 3 | Set 4 | Set 5 |
| ------------------ | ---------------- | ----- | ----------- | ----- | ----- | ----- | ----- | ----- |
| 11 de enero, 21:00 | Personal Bolívar | 2 — 3 | Lomas Vóley | 25—22 | 31—29 | 24—26 | 22—25 | 14—16 |

## Segunda fase, play-offs
|  | Cuartos de final | Cuartos de final | Cuartos de final |                  |     | Semifinales      | Semifinales | Semifinales |  |     | Final         | Final | Final |  |
|  |                  |                  |                  |                  |     |                  |             |             |  |     |               |       |       |  |
|  |                  |                  |                  |                  |     |                  |             |             |  |     |               |       |       |  |
|  | 1.°              | UPCN San Juan    | 3                |                  |     |                  |             |             |  |     |               |       |       |  |
|  | 1.°              | UPCN San Juan    | 3                |                  |     |                  |             |             |  |     |               |       |       |  |
|  | 8.°              | La Unión (F)     | 0                |                  |     |                  |             |             |  |     |               |       |       |  |
|  | 8.°              | La Unión (F)     | 0                |                  | 1.° | UPCN San Juan    | 3           |             |  |     |               |       |       |  |
|  |                  |                  |                  |                  | 1.° | UPCN San Juan    | 3           |             |  |     |               |       |       |  |
|  |                  |                  | 4.°              | Lomas Vóley      | 1   |                  |             |             |  |     |               |       |       |  |
|  | 4.°              | Lomas Vóley      | 4.°              | Lomas Vóley      | 1   | 3                |             |             |  |     |               |       |       |  |
|  | 4.°              | Lomas Vóley      |                  |                  |     |                  |             |             |  |     |               |       |       |  |
|  | 5.°              | Ciudad Vóley     | 0                |                  |     |                  |             |             |  |     |               |       |       |  |
|  | 5.°              | Ciudad Vóley     | 0                |                  |     |                  |             |             |  | 1.° | UPCN San Juan | 3     |       |  |
|  |                  |                  |                  |                  |     |                  |             |             |  | 1.° | UPCN San Juan | 3     |       |  |
|  |                  |                  | 2.°              | Personal Bolívar | 2   |                  |             |             |  |     |               |       |       |  |
|  | 2.°              | Personal Bolívar | 2.°              | Personal Bolívar | 2   | 3                |             |             |  |     |               |       |       |  |
|  | 2.°              | Personal Bolívar |                  |                  |     |                  |             |             |  |     |               |       |       |  |
|  | 7.°              | UNTreF Vóley     | 0                |                  |     |                  |             |             |  |     |               |       |       |  |
|  | 7.°              | UNTreF Vóley     | 0                |                  | 2.° | Personal Bolívar | 3           |             |  |     |               |       |       |  |
|  |                  |                  |                  |                  | 2.° | Personal Bolívar | 3           |             |  |     |               |       |       |  |
|  |                  |                  | 3.°              | Boca Río Uruguay | 0   |                  |             |             |  |     |               |       |       |  |
|  | 3.°              | Boca Río Uruguay | 3.°              | Boca Río Uruguay | 0   | 3                |             |             |  |     |               |       |       |  |
|  | 3.°              | Boca Río Uruguay |                  |                  |     |                  |             |             |  |     |               |       |       |  |
|  | 5.°              | Gigantes del Sur | 0                |                  |     |                  |             |             |  |     |               |       |       |  |
|  | 5.°              | Gigantes del Sur | 0                |                  |     |                  |             |             |  |     |               |       |       |  |
|  |                  |                  |                  |                  |     |                  |             |             |  |     |               |       |       |  |

### Cuartos de final
| Fecha       | Local         | Resul | Visitante     | Set 1 | Set 2 | Set 3 | Set 4 | Set 5 |
| ----------- | ------------- | ----- | ------------- | ----- | ----- | ----- | ----- | ----- |
| 9 de marzo  | UPCN San Juan | 3 — 0 | La Unión (F)  | 25—10 | 25—16 | 25—21 |       |       |
| 11 de marzo | UPCN San Juan | 3 — 0 | La Unión (F)  | 25—16 | 25—22 | 25—17 |       |       |
| 16 de marzo | La Unión (F)  | 0 — 3 | UPCN San Juan | 18—25 | 19—25 | 10—25 |       |       |

| Fecha       | Local        | Resul | Visitante    | Set 1 | Set 2 | Set 3 | Set 4 | Set 5 |
| ----------- | ------------ | ----- | ------------ | ----- | ----- | ----- | ----- | ----- |
| 9 de marzo  | Lomas Vóley  | 3 — 2 | Ciudad Vóley | 25—16 | 25—23 | 23—25 | 19—25 | 15—11 |
| 11 de marzo | Lomas Vóley  | 3 — 0 | Ciudad Vóley | 26—24 | 25—18 | 25—16 |       |       |
| 16 de marzo | Ciudad Vóley | 0 — 3 | Lomas Vóley  | 23—25 | 17—25 | 23—25 |       |       |

| Fecha       | Local            | Resul | Visitante        | Set 1 | Set 2 | Set 3 | Set 4 | Set 5 |
| ----------- | ---------------- | ----- | ---------------- | ----- | ----- | ----- | ----- | ----- |
| 9 de marzo  | Personal Bolívar | 3 — 0 | UNTreF Vóley     | 28—26 | 25—23 | 25—23 |       |       |
| 10 de marzo | Personal Bolívar | 3 — 0 | UNTreF Vóley     | 25—15 | 25—19 | 25—22 |       |       |
| 16 de marzo | UNTreF Vóley     | 0 — 3 | Personal Bolívar | 18—25 | 18—25 | 24—26 |       |       |

| Fecha       | Local            | Resul | Visitante        | Set 1 | Set 2 | Set 3 | Set 4 | Set 5 |
| ----------- | ---------------- | ----- | ---------------- | ----- | ----- | ----- | ----- | ----- |
| 9 de marzo  | Boca Río Uruguay | 3 — 0 | Gigantes del Sur | 25—14 | 25—20 | 25—22 |       |       |
| 11 de marzo | Boca Río Uruguay | 3 — 1 | Gigantes del Sur | 22—25 | 25—22 | 27—25 | 25—22 |       |
| 15 de marzo | Gigantes del Sur | 0 — 3 | Boca Río Uruguay | 22—25 | 21—25 | 20—25 |       |       |

### Semifinales
| Fecha       | Local         | Resul | Visitante     | Set 1 | Set 2 | Set 3 | Set 4 | Set 5 |
| ----------- | ------------- | ----- | ------------- | ----- | ----- | ----- | ----- | ----- |
| 23 de marzo | UPCN San Juan | 2 — 3 | Lomas Vóley   | 23—25 | 25—23 | 23—25 | 25—18 | 13—15 |
| 25 de marzo | UPCN San Juan | 3 — 0 | Lomas Vóley   | 25—20 | 25—16 | 25—22 |       |       |
| 30 de marzo | Lomas Vóley   | 0 — 3 | UPCN San Juan | 19—25 | 16—25 | 19—25 |       |       |
| 1 de abril  | Lomas Vóley   | 0 — 3 | UPCN San Juan | 19—25 | 24—26 | 18—25 |       |       |

| Fecha       | Local            | Resul | Visitante        | Set 1 | Set 2 | Set 3 | Set 4 | Set 5 |
| ----------- | ---------------- | ----- | ---------------- | ----- | ----- | ----- | ----- | ----- |
| 23 de marzo | Personal Bolívar | 3 — 0 | Boca Río Uruguay | 30—28 | 25—19 | 25—23 |       |       |
| 25 de marzo | Personal Bolívar | 3 — 1 | Boca Río Uruguay | 25—20 | 25—23 | 16—25 | 25—21 |       |
| 30 de marzo | Boca Río Uruguay | 2 — 3 | Personal Bolívar | 25—18 | 18—25 | 25—22 | 21—25 | 9—15  |

### Final
| Fecha       | Local            | Resul | Visitante        | Set 1 | Set 2 | Set 3 | Set 4 | Set 5 |
| ----------- | ---------------- | ----- | ---------------- | ----- | ----- | ----- | ----- | ----- |
| 11 de abril | UPCN San Juan    | 3 — 2 | Personal Bolívar | 19—25 | 25—22 | 21—25 | 25—18 | 15—13 |
| 13 de abril | UPCN San Juan    | 3 — 1 | Personal Bolívar | 15—25 | 25—20 | 25—23 | 25—22 |       |
| 17 de abril | Personal Bolívar | 3 — 1 | UPCN San Juan    | 25—21 | 28—26 | 19—25 | 25—19 |       |
| 19 de abril | Personal Bolívar | 3 — 2 | UPCN San Juan    | 18—25 | 25—22 | 20—25 | 25—19 | 15—12 |
| 23 de abril | UPCN San Juan    | 3 — 1 | Personal Bolívar | 25—22 | 17—25 | 25—17 | 25—16 |       |

| boder                       |
| Campeón UPCN San Juan Vóley |
| Quinto título               |

## Plantel campeón
| No | Pos            | Jugador             |
| -- | -------------- | ------------------- |
| 1  | Punta receptor | Marcus Popp         |
| 3  | Opuesto        | Agustín Frías       |
| 4  | Líbero         | Sebastían Garrocq   |
| 5  | Central        | Gustavo Molina      |
| 6  | Punta receptor | Pablo Bengolea      |
| 7  | Opuesto        | Nikolay Uchikov     |
| 8  | Armador        | Demián González     |
| 9  | Armadro        | Sebastián Brajkovic |
| 10 | Punta receptor | Nicolás Lazo        |
| 11 | Punta receptor | Rodrigo Peres López |
| 12 | Punta receptor | Joan Sommerville    |
| 13 | Opuesto        | Santiago Álvarez    |
| 14 | Punta receptor | Javier Filardi      |
| 15 | Central        | Valentín Zanotti    |
| 16 | Central        | Ualas Martíns       |
| 17 | Líbero         | Matías Salvo        |
| 18 | Central        | Martín Ramos        |
| 19 | Líbero         | Diego Almarcha      |
| 20 | Armador        | Nicolás Scalise     |

Director Técnico:  Fabián Armoa